# Sputum
Sputa, sputum, esputo, ou, mais popularmente, expectoração escarro ou catarro, é o muco que é expelido das vias aéreas inferiores.

## Uso em diagnóstico
A análise do escarro é importante para determinar condições pulmonares, por exemplo, se o paciente tem uma tosse produtiva, a duração da expectoração do escarro, o caráter da expectoração e da presença ou não de sangue deve ser determinada.
O sputum pode indicar segundo seu aspecto:
1. Sanguinolento[6] (hemoptise)
  1. Manchado de sangue: inflamação da garganta, brônquios; câncer de pulmão;
  2. Rosado: escarro uniformemente misturada com sangue, a partir de alvéolos, pequenos brônquios;
  3. Sangue maciço: cavitários tuberculose de pulmão, abscesso pulmonar, bronquiectasia, infarto, embolia.
2. Cor de ferrugem: geralmente causada por bactérias pneumocócicas (em pneumonia)
3. Purulento: contendo pus. A cor pode fornecer pistas sobre o tratamento eficaz na bronquite crônica Pacientes:[7]
  1. muco de cor amarelo-esverdeada (mucopurulento) sugere que o tratamento com antibióticos pode reduzir os sintomas. A cor verde é causada por neutrófilos mieloperoxidase.
  2. muco de aparência branca, leitosa, ou opaco, muitas vezes significa que antibióticos serão ineficazes no tratamento de sintomas. (Esta informação pode correlacionar-se com a presença de infecções bacterianas ou virais, embora a pesquisa atual não suporta que a generalização).
4. Espumoso e branco: pode vir de obstrução ou mesmo edema.
5. Espumoso  e rosado: edema pulmonar